# Гамбургский договор (1701)
Гамбургский договор (нем. Hamburger Vergleich или Hamburger Erbvergleich) — документ, установивший порядок наследования Дома Мекленбургов.

## История
В 1695 году, не оставив мужского потомства, умер герцог Мекленбург-Гюстрова Густав Адольф. Под сильным влиянием представителей Нижнесаксонского округа 8 марта 1701 года в нейтральном Гамбурге был подписан договор, положивший конец спору о наследстве герцогства. Мировое соглашение закрепило третий раздел Мекленбурга и сформулировало наследственный раздел бывшей Гюстровской части герцогства.
Возникли ограниченные автономные (частичные) герцогства Мекленбург-Шверин и Мекленбург-Стрелиц. Обе части страны были образованы из нескольких владений:
- Мекленбург-Шверин состоял из от герцогства Мекленбург, сеньории Верле, княжества Шверин (то есть секуляризованного епископства Шверин), одноимённого графства Шверин и сеньории Росток. (В то время Висмар принадлежал Швеции).
- Мекленбург-Стрелиц из княжества Ратцебург на западной границе Мекленбурга к юго-востоку от Любека, сеньорию Штаргард на юго-востоке Мекленбурга с городами Нойбранденбург, Фридланд, Вольдегк, Стрелиц, Штаргард, Фюрстенберг и Везенберг, как и комтурства Миров и Немеров.

В Нижнесаксонском округе Мекленбург по-прежнему был представлен 4 голосами, из которых Мекленбург-Шверин имел 3 голоса, а Мекленбург-Стрелиц — 1 голос.
Недавний раздел государства вызвал дальнейшее ослабление политических позиций княжеского дома.
До ноябрьской революции Гамбургский договор составлял важнейшую правовую основу для существования двух правителей под эгидой Мекленбургского государства, которые действовали в значительной степени независимо внутри страны и развивали свои собственные административные структуры.